# Новосельцево (Томская область)
Новосельцево — село в Парабельском районе Томской области России. Административный центр Новосельцевского сельского поселения.

## География
Село находится в центральной части Томской области, на левом берегу реки Чигас, вблизи места впадения её в протоку Кольджа реки Оби, на расстоянии примерно 12 километров (по прямой) к востоку-юго-востоку (ESE) от села Парабель, административного центра района. Абсолютная высота — 71 метр над уровнем моря.
Климат
Климат характеризуется как континентальный, с тёплым коротким лесом и морозной и продолжительной зимой. Средняя температура воздуха самого тёплого месяца (июля) составляет 20-22 °C. Абсолютный максимум температуры воздуха — 34-35 °C. Абсолютный минимум — −54 °C. Среднегодовое количество атмосферных осадков составляет 500 мм.
Часовой пояс
Село Новосельцево, как и вся Томская область, находится в часовой зоне МСК+4. Смещение применяемого времени относительно UTC составляет +7:00.

## История
Основана в 1620 году.
По данным 1926 года в деревне имелось 59 хозяйств и проживало 300 человек (в основном — русские). Функционировала школа I ступени. В административном отношении являлась центром Новосельцевского сельсовета Парабельского района Томского округа Сибирского края.

## Население
| 2002 | 2010 | 2012 | 2013 | 2014 | 2015 | 2021 |
| ---- | ---- | ---- | ---- | ---- | ---- | ---- |
| 571  | ↘523 | ↘509 | ↘505 | ↘498 | ↘497 | ↘489 |

Половой состав
По данным Всероссийской переписи населения 2010 года в гендерной структуре населения мужчины составляли 46,8 %, женщины — соответственно 53,2 %.
Национальный состав
Согласно результатам переписи 2002 года, в национальной структуре населения русские составляли 94 %.

## Инфраструктура
В Новосельцеве функционируют средняя школа, детский сад, дом культуры, семейная врачебная практика, ветеринарный пункт, пожарное депо и почтовое отделение.

## Улицы
Уличная сеть села состоит из восьми улиц и шести переулков.